# Inger Frimansson
Inger Frimansson, född 14 november 1944 i Stockholm, är en svensk författare och journalist.

## Biografi
Frimansson föddes i Stockholm. Hennes far var ingenjör. Hon tog studentexamen i Jönköping 1965, där hon inledde sin journalistkarriär som volontär på Jönköpingsposten. Hon tog senare journalistexamen i Göteborg. Hon var redaktör på Riksförbundet FUB:s tidning under åren 1969–1976 och arbetade därefter som journalist på Stockholms läns landstings tidning fram till 1985.
Frimansson debuterade skönlitterärt 1984. Sedan årsskiftet 1997/98 är hon författare på heltid. Hon växlar mellan olika genrer och har gett ut både romaner, lyrik, noveller och ungdomsromaner. Romanerna har ofta rört sig i gränslandet till den psykologiska thrillern. 1997 tog hon steget ut med Fruktar jag intet ont. Den utspelar sig främst i Hässelby i nordvästra Stockholm, där hon bodde i 27 år. Hösten 2000 flyttade hon till Kungsholmen i Stockholm, men bor numera i Bergvik i Södertälje.
Frimansson slog igenom på allvar med God natt min älskade, som kom ut 1998 och som av Svenska Deckarakademin utsågs till Årets bästa svenska kriminalroman, med motiveringen: En psykologisk thriller om vettlöshet och hämnd som inte på länge släpper sitt grepp om läsaren. Handlingen utspelar sig såväl i Hässelby som i Malaysias mest ogenomträngliga djungler, där hon också gjorde research. 2005 kom en fristående fortsättning på God natt, min älskade: Skuggan i vattnet. I november samma år utsågs även denna till Årets bästa svenska kriminalroman av Svenska Deckarakademin, med motiveringen boken är en djupt inkännande människoskildring som med små medel bygger upp en smygande spänning.
Frimanssons böcker har översatts till nio olika språk.